# Vi kallas tiggare
Vi kallas tiggare är en svensk dokumentärserie i tre delar av SVT. Serien hade premiär i SVT1 den 7 april 2016.
Serien följer ett antal människor från Rumänien som tigger i Borås. Programledaren, journalisten Alexandra Pascalidou, träffar bland andra Mihai som skäms för att tigga, åttabarnsmamman Ramona och tonåringen Flori som blivit förskjuten av sina föräldrar för att hon gift sig med en rom. Serien tar oss även med till Buzau i Rumänien, där huvudpersonerna bor. Vi kallas tiggare nominerades till Kristallen 2016 i kategorin årets fakta- och aktualitetsprogram. Alexandra Pascalidou och producenten Lisa Jarenskog nominerades även till Stora Journalistpriset 2016 i kategorin Årets berättare.